# 바요츠조르주

바요츠조르주의 위치

바요츠조르주(아르메니아어: Վայոց Ձոր)는 아르메니아 남동부에 위치한 주로, 주도는 예게그나조르이며 면적은 2,308km2, 인구는 53,230명(2002년 기준)이다. 아르메니아에서 인구가 가장 적은 주이며 서쪽으로는 아제르바이잔의 나히체반 자치공화국, 동쪽으로는 아제르바이잔 본토, 북서쪽으로는 아라라트주, 북쪽으로는 게가르쿠니크주, 남동쪽으로는 슈니크주와 접한다.